# 大嶝岛
24°33′15″N 118°20′02″E / 24.5543°N 118.3338°E
大嶝島是位於中華人民共和國福建省廈門市翔安区东南部的海岛，面積約13平方公里。行政上现属同区大嶝街道。岛上设有嶝崎民兵哨所，建于1950年，雇佣当地居民驻守，1992年后改由当地的10个女民兵固定值勤。
大嶝島与小嶝島、角嶼組成嶝島群島。島上建有大嶝大橋，長931米，連接大嶝島與翔安半島。

## 行政区划
该岛原属金門縣大嶝鄉，当时大嶝乡共辖大小嶝岛、角屿、白哈礁四座岛屿：
- 大嶝鄉（嶝島群島）
  - 大嶝島
  - 小嶝島
  - 角嶼
  - 白哈礁

1949年10月，解放军占领嶝岛群岛，设立中华人民共和国金门县人民政府，后该县人民政府撤销，并入南安县，再后改隶同安县，最终作为同安县的一部分划入厦门市。2003年，厦门调整行政区划，同安区南部成立翔安区，大嶝岛隶之。今为翔安区大嶝街道。

## 航空
廈門市全新的機場——廈門翔安國際機場未來將坐落於本島，現已在本島與小嶝島之間填海造陸。